# غوستافو باروسو
غوستافو باروسو (بالبرتغالية: Gustavo Barroso‏) هو روائي ودبلوماسي وكاتب وصحفي ومحامي وسياسي برازيلي، ولد في 29 ديسمبر 1888 في فورتاليزا في البرازيل، وتوفي في 3 ديسمبر 1959 في ريو دي جانيرو في البرازيل. انتخب عضو مجلس النواب البرازيلي ‏.